# Ophtalmoplon spinosum
Ophtalmoplon spinosum là một loài bọ cánh cứng trong họ Cerambycidae.